# アート・ポーター・ジュニア
アート・ポーター（Art Porter、1961年8月3日 - 1996年11月23日）は、アメリカ合衆国アーカンソー州リトルロック出身のジャズ・フュージョン・サックス奏者。

## 略歴
ジャズ・ピアニスト、アート・ポーター・シニアを父に持つ。9歳の頃にドラマーとして父のバンドに入る。10代の頃ナイトクラブにて飲酒の罪で逮捕された事がある。サックス奏者でもあり、当時アーカンソー州の司法長官だったビル・クリントンがこの件について介入している。
バークリー音楽大学とノースイースタン・イリノイ大学で音楽を学び、エリス・マルサリスの元でピアノを学んだ。
1980年代中期にイリノイ州シカゴに移り、ヴォン・フリーマンの元でサックスを学ぶ。サックスに興味を持ったのは人の声に近いからだという。ファラオ・サンダースやジャック・マクダフと共演。ジェフ・ローバー等とも共演し、R&Bやヒップホップを奏法に取り込んでいく。ヴァーヴ・フォアキャスト・レコード/ポリグラムと契約し、幾つかのアルバムを出す。
1996年にタイランド・インターナショナル・ジャズ・フィスティヴァルのためにタイに飛ぶ。サイヨーク郡の貯水池でボートを漕いでいた所、転覆し他数人と共に水死した。

## ディスコグラフィ

### アルバム
- 『ポケット・シティ』 - Pocket City (1992年、Verve Forecast)
- 『ストレート・トゥ・ザ・ポイント』 - Straight to the Point (1993年、Verve Forecast)
- 『アンダーカヴァー』 - Undercover (1994年、Verve Forecast)
- 『レイ・ユア・ハンズ・オン・ミー』 - Lay Your Hands on Me (1996年、Verve Forecast)
- 『フォー・アートズ・セイク〜アート・ポーター・メモリアル・アルバム』 - For Art's Sake (1998年、Verve Forecast)